# Hamsá

Hamsá em forma de amuleto com um olho no meio

A hamsá ou chamsá (hebraico: חמסה, em árabe: خمسة, chamsa), trata-se de um símbolo da fé judaica e islâmica, é um objeto com a aparência da palma da mão com cinco dedos estendidos, usado popularmente não só como um amuleto contra o mau olhado, mas também para afastar as energias negativas e trazer felicidade, sorte e fortuna.

## Descrição

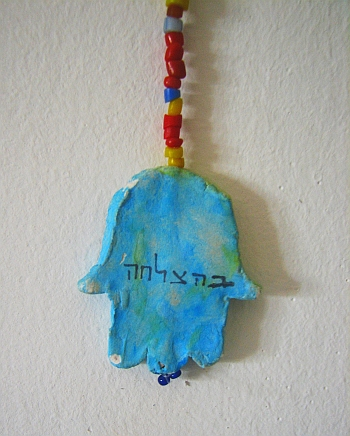
Uma hamsá feita de argila, com uma palavra que pode significar "Boa Sorte" ou "Sucesso" em hebraico

É uma mão simétrica, cujo polegar e o mindinho são idênticos e apontam para os lados e para o horizonte, e o dedo médio é o eixo de simetria. Há também hamsás com forma de pombas semelhantes a uma mão. Ela pode aparecer também como uma mão normal, com um polegar distinto do mindinho.
Frequentemente, possui o desenho de olhos, com pombos, [carece de fontes?]. Em certas hamsás existem inscrições em hebraico, como a Shemá Israel, por exemplo.

## Uso

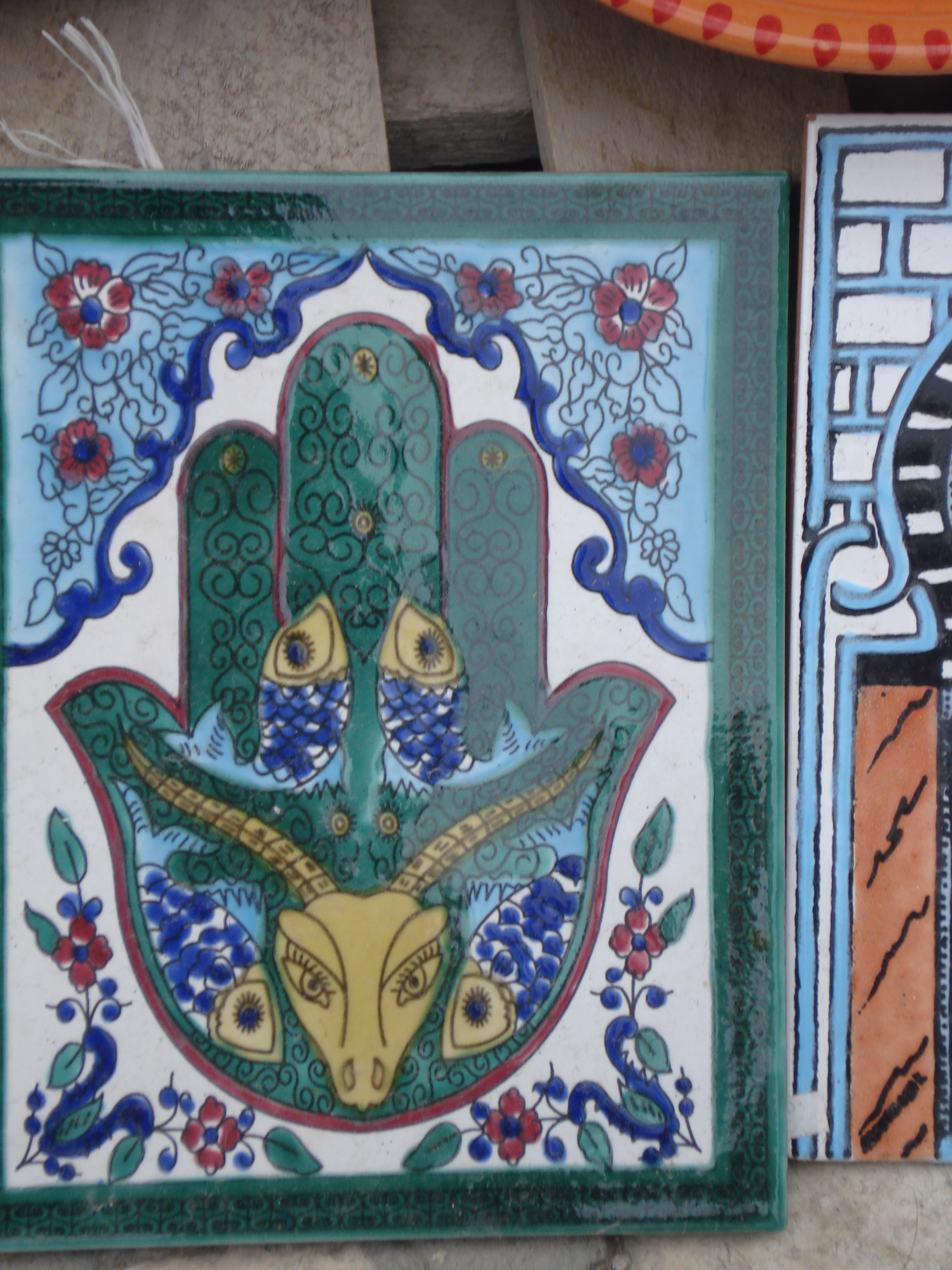
Uma mão de Fátima tunisiana

A hamsá é usada como amuleto contra o mau-olhado. É muito popular no Oriente Médio, especialmente no Egito.  A mão pode ser encontrada em diversas formas, desde joias até azulejos e chaveiros.
Embora o Alcorão vete o uso de amuletos, a hamsá é facilmente encontrada entre os muçulmanos. Os muçulmanos a associam aos cinco pilares do Islã, e também a chamam de mão de Fátima, sendo Fátima a filha preferida de Maomé. Notadamente, a hamsá aparece, junto com outros símbolos islâmicos, o emblema da Argélia.
A hamsá também é popular entre os judeus, especialmente os sefarditas. Os judeus inscrevem textos em hebraico, como a Shemá Israel, nas chamsás e também as chamam de mão de Miriam. Miriam, no caso, foi a irmã de Moisés e Aarão. O símbolo também é associado à Torá, que é composta por cinco livros.

## História
Existem evidências arqueológicas do uso da hamsá como um escudo contra o mau-olhado já antes do judaísmo e do islamismo. Há indícios de que a hamsá seria um símbolo fenício, associado a Tanit, deusa-chefe de Cartago cuja mão ou vulva afastava o mal.
Posteriormente, o símbolo foi adotado pela cultura judaica, que o passou para os árabes. A chamsá também aparece no Budismo; é chamada de Abhaya Mudra e possui conotação semelhante à descrita, significando a dissipação do medo. Uma alusão cristã a chamsá é encontrada na tradição mexicana é a imagem de La Mano Poderosa (A Mão Poderosa).
Atualmente, defensores da paz no Oriente Médio têm usado a chamsá. O símbolo lembraria as raízes comuns do judaísmo e do islamismo. Nesse caso, não seria mais um talismã contra o mau-olhado, mas um símbolo de esperança de paz na conturbada região.

## Galeria

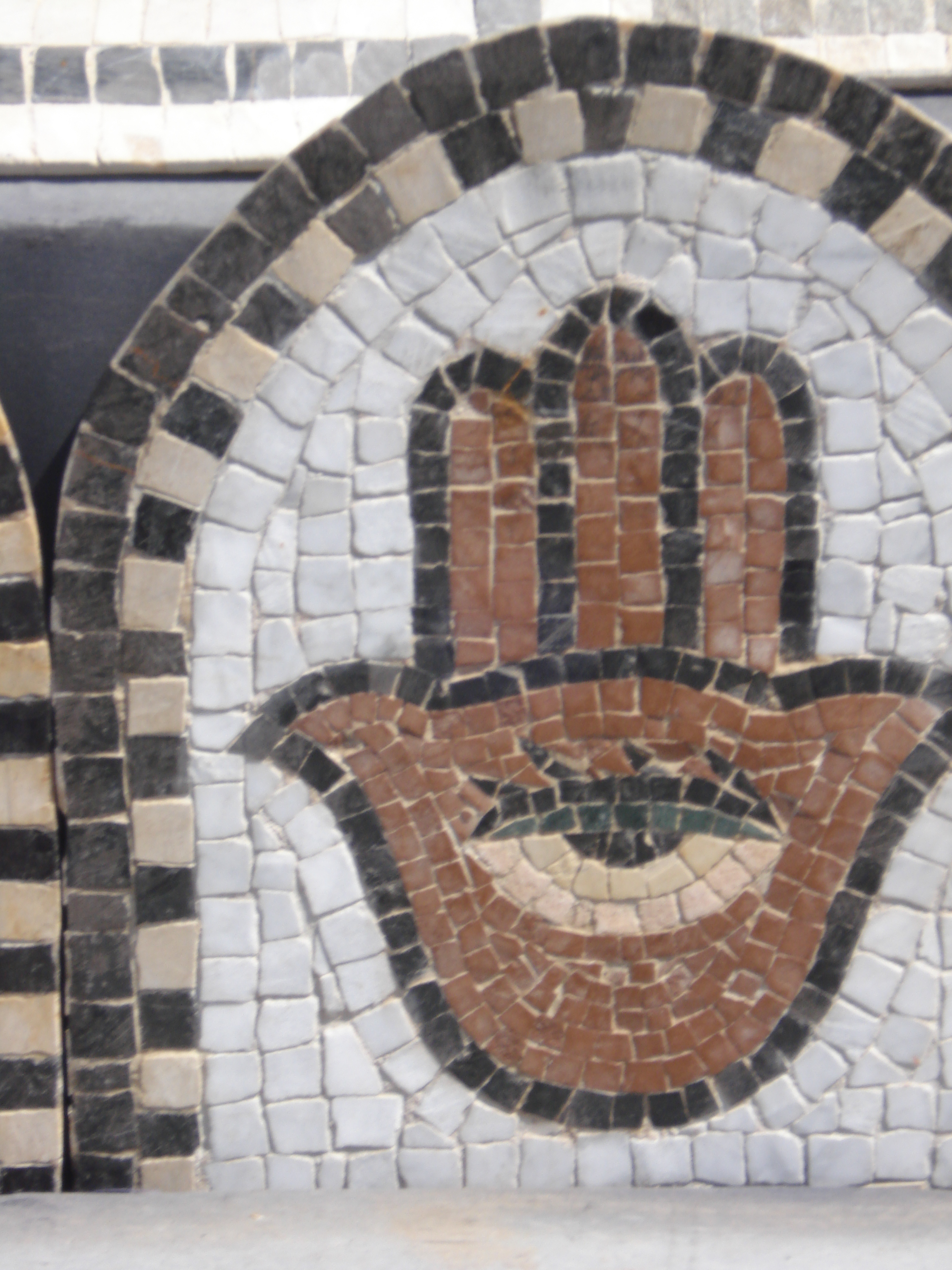
Mosaico tunisiano
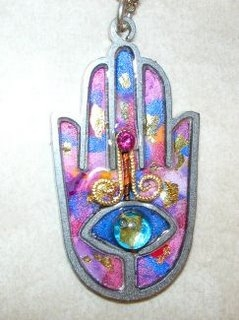
Uma joia em forma de hamsá
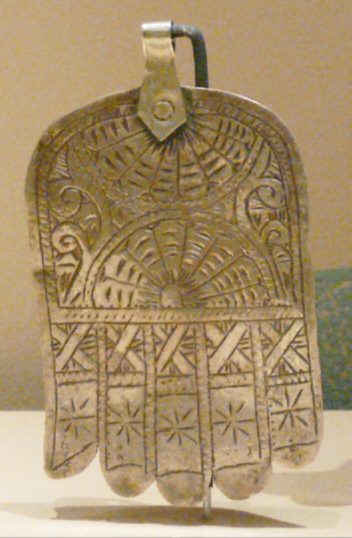
Amuleto berbere
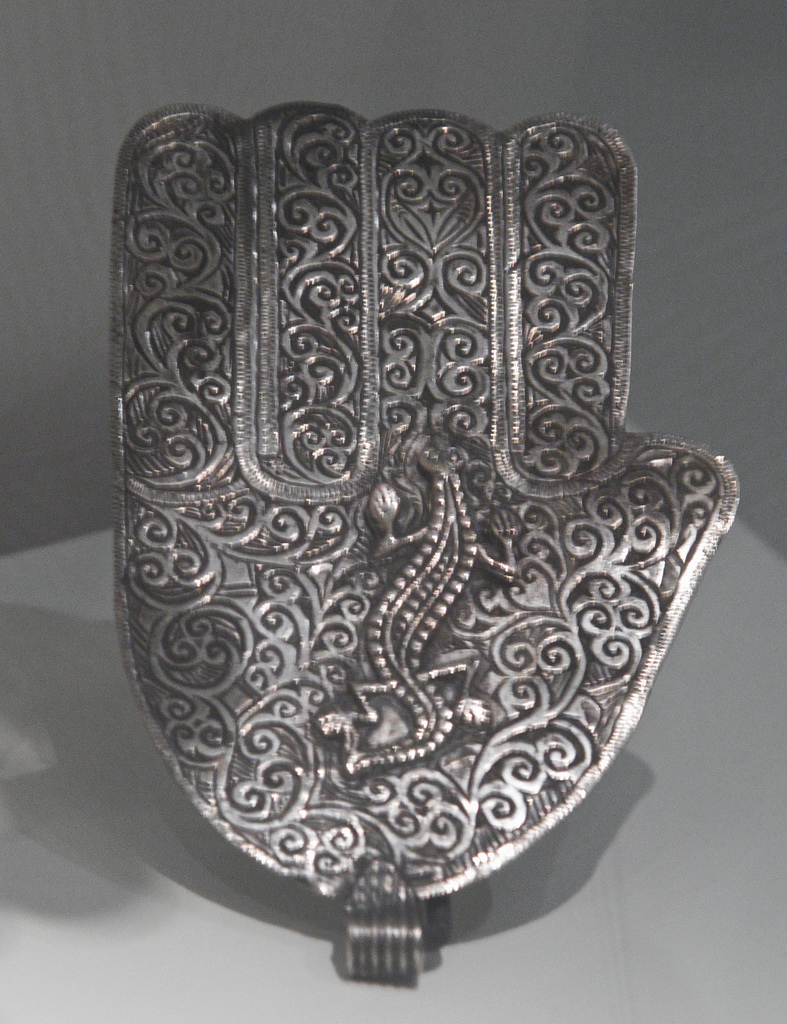
Mão de Fátima
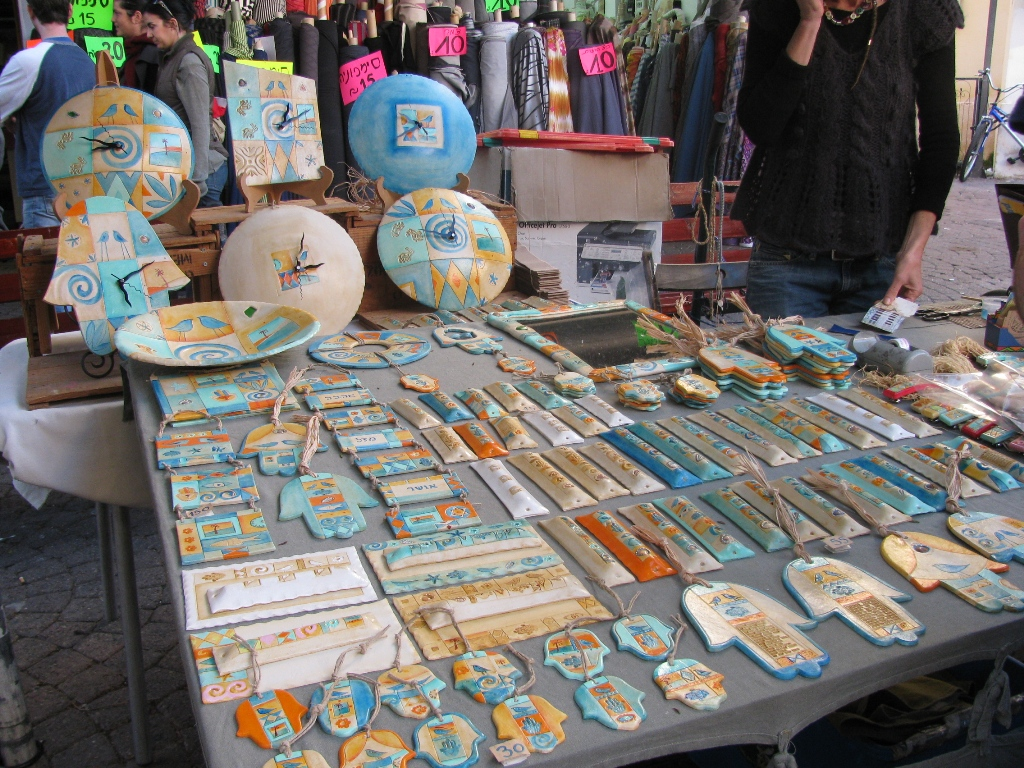
Artesanato em cerâmica no mercado Nahalat Binyamin, em Tel Aviv. Inclui várias mãos de Miriam
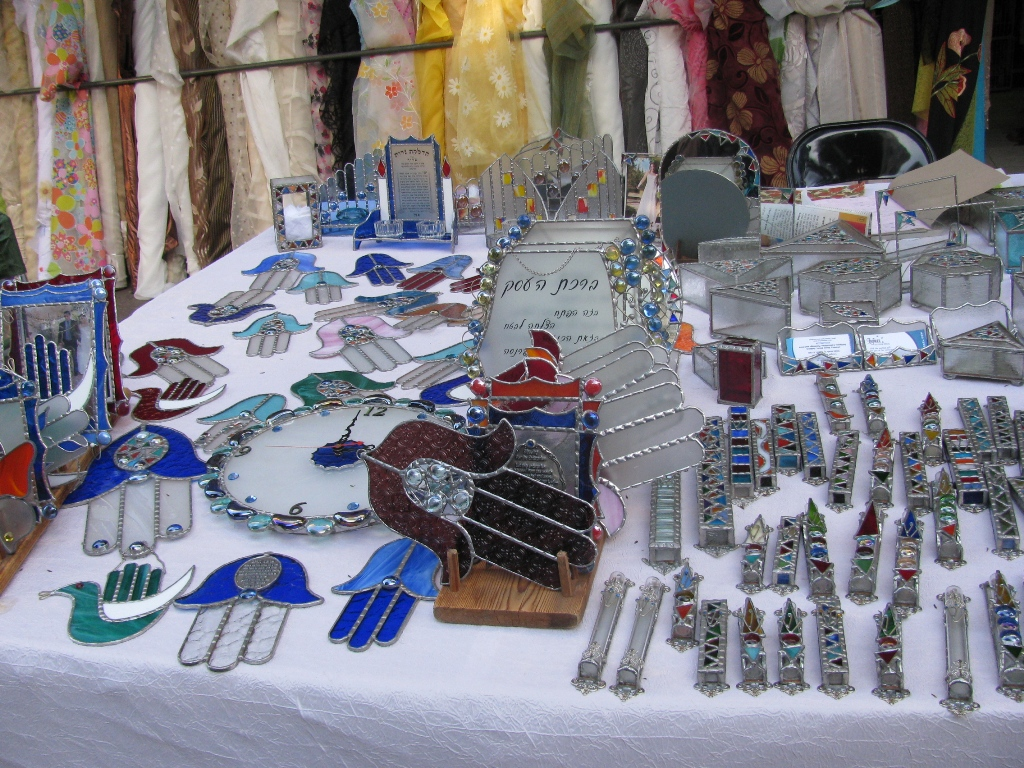
Artesanato em vidro no mercado Nahalat Binyamin, em Tel Aviv. Inclui várias mãos de Miriam
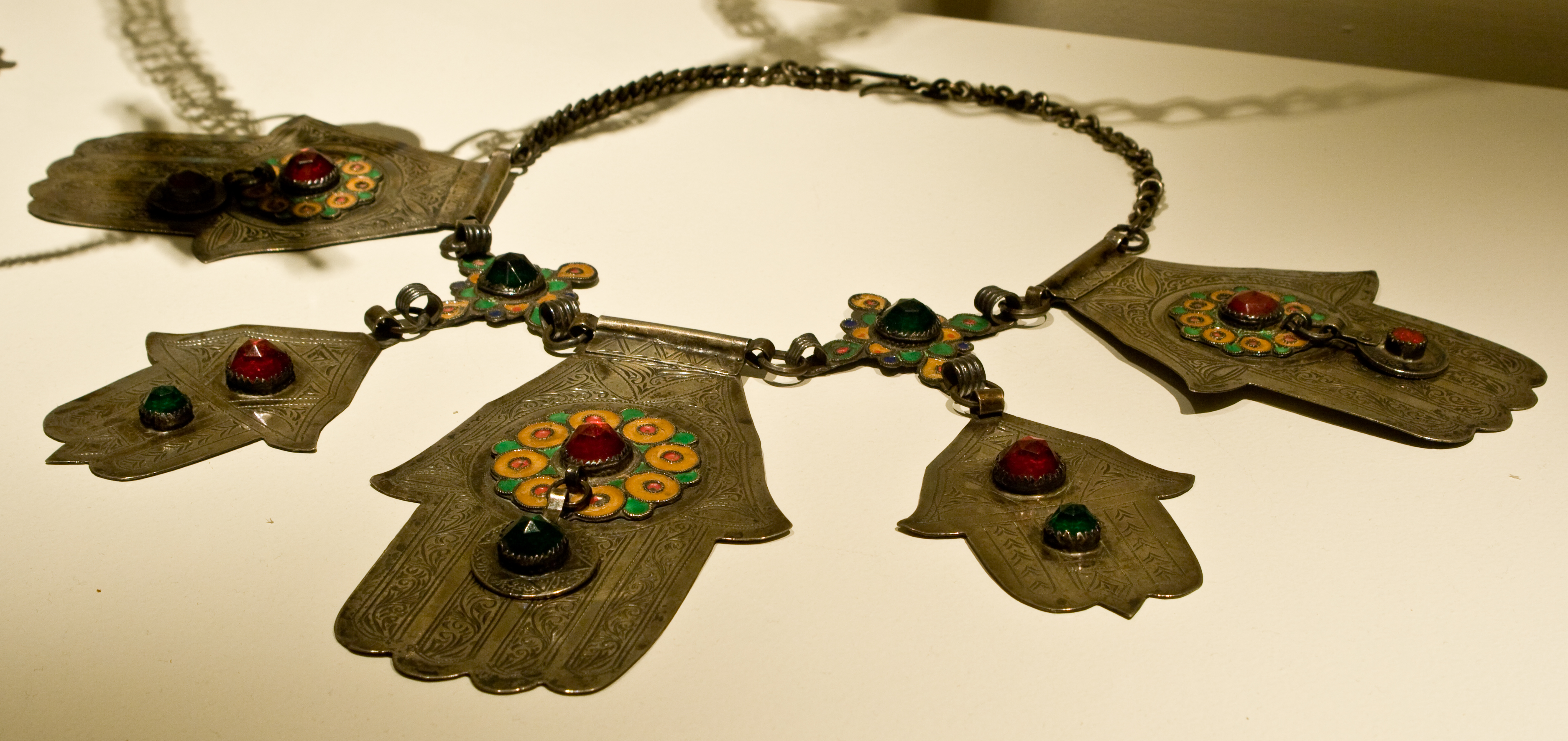
Joia com várias chamsás
Logotipo do jogo Second Life
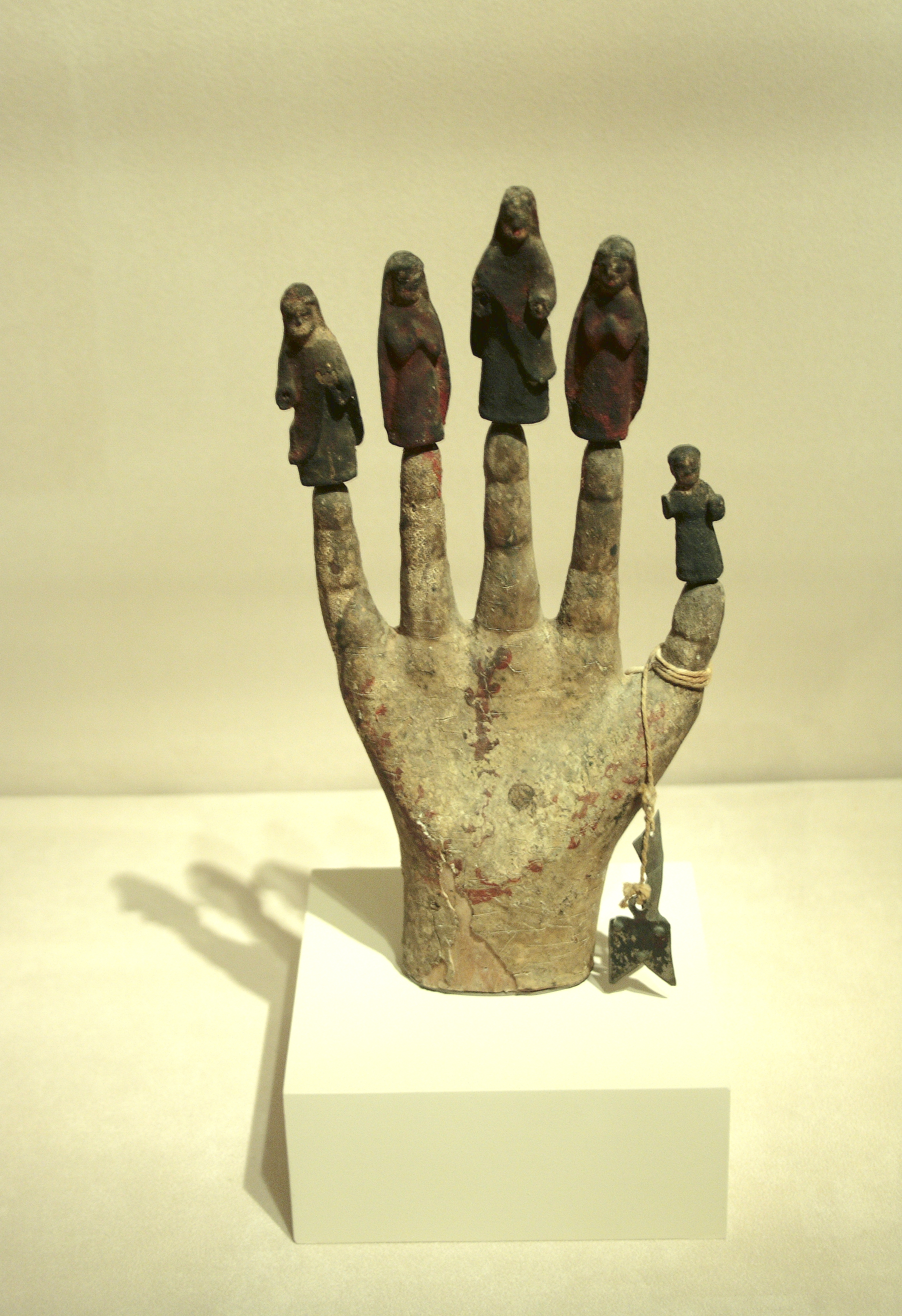
La Mano Poderosa é alusiva a Sagrada Família, na escultura vemos o menino Jesus, ladeado pela Virgem Maria e por S. José, ao lado dos quais estão Santa Ana e São Joaquim, os pais da Virgem Maria.